# Evangelische Kirche (Wirberg)

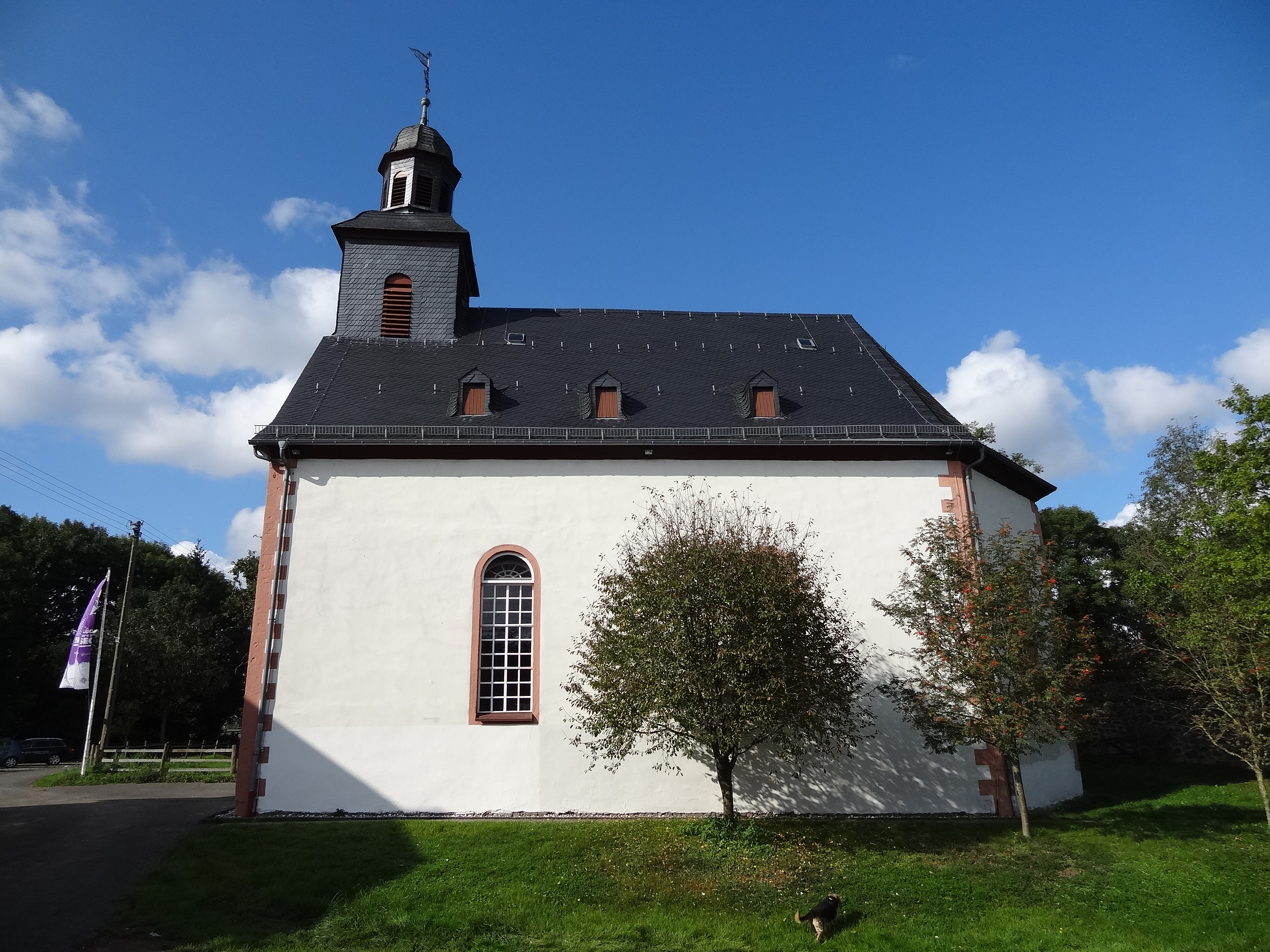
Kirche von Süden

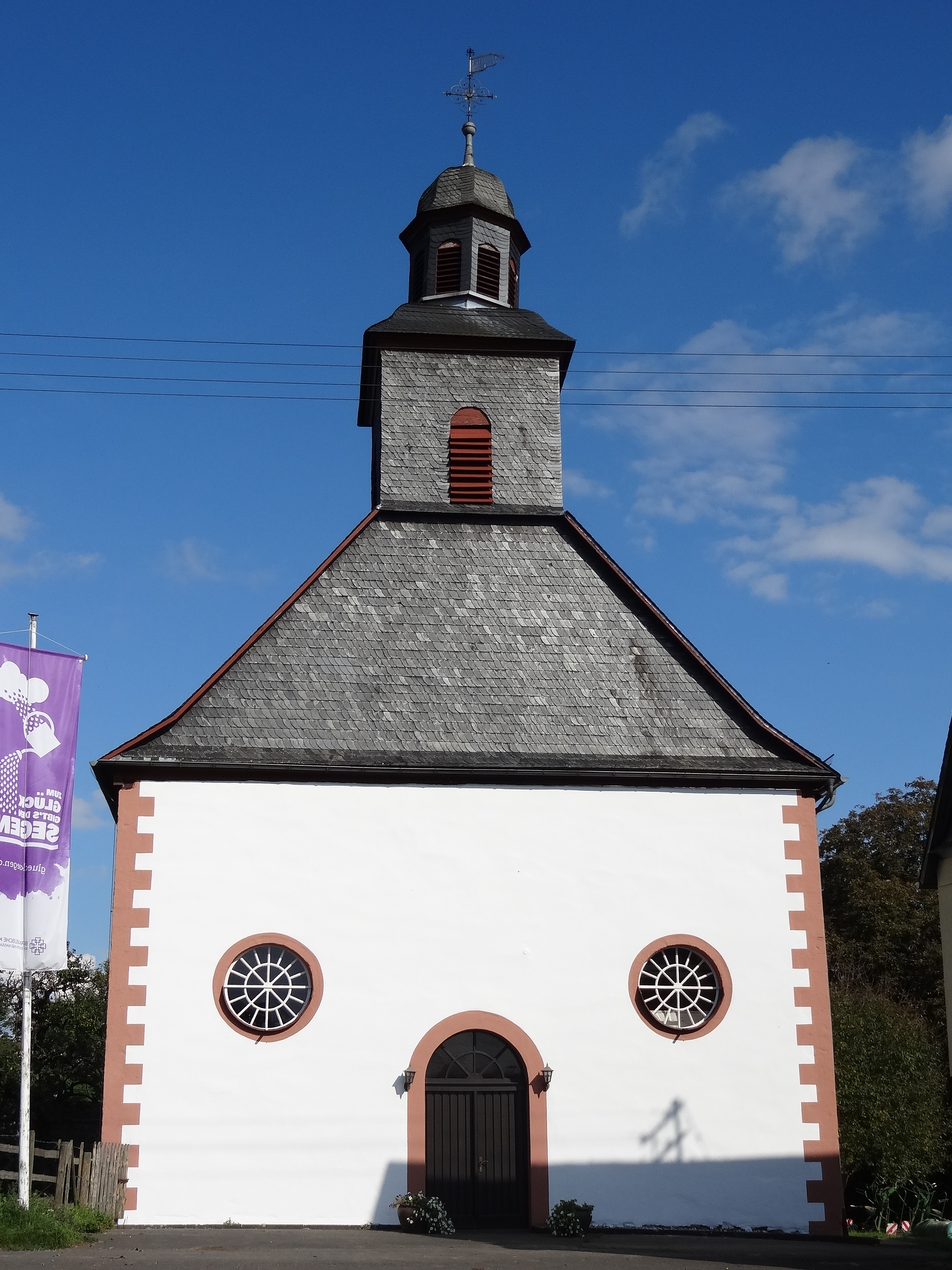
Westliche Giebelseite

Die Evangelische Kirche in Wirberg, einem Ortsteil von Reiskirchen im Landkreis Gießen in Mittelhessen, wurde in den Jahren 1753 bis 1754 anstelle der zerstörten Klosterkirche errichtet. Die weithin sichtbare barocke Saalkirche mit dreiseitigem Ostabschluss und zweigeschossigem Dachreiter ist hessisches Kulturdenkmal.

## Geschichte
Die vermutlich Anfang des 12. Jahrhunderts errichtete Burg Wirberg („Werberch“) unterstand den Burgherren Manegold von Hagen. Witwe Imecha und Tochter Aurelia wandelten die Burg zwischen 1129 und 1149 in ein Prämonstratenser-Doppelkloster um, das 1149 erstmals urkundlich erwähnt wurde. Die beiden waren zugleich die ersten Klosterfrauen auf dem Wirberg. Die Schwestern wechselten Mitte des 13. Jahrhunderts zu den Augustiner-Chorfrauen. Im Mittelalter war Wirberg als exemte Großpfarrei dem Archidiakonat St. Stephan in der Erzdiözese Mainz zugeordnet. Das Kirchspiel Wirberg umfasste Beltershain, Bollnbach, Göbelnrod, Groß-Lumda und Reinhardshain und die zweite Pfarrei Veitsberg/Saasen die Filialen Harbach und Lindenstruth. Mit Einführung der Reformation wurde das Kloster 1527 aufgehoben. Wirberg nahm das evangelische Bekenntnis an und die Kirche wurde eine lutherische Pfarrkirche. Als erster evangelischer Pfarrer wirkte hier Johannes Wagner von 1527 bis etwa 1531. Der Stiftsbesitz kam an die Universität Marburg, 1607 an die Universität Gießen, 1624 wieder an Marburg und 1649 endgültig an Gießen. Wirberg blieb auch in nachreformatorischer Zeit Sitz eines großen Kirchspiels. Im Jahr 1858 umfasste die Pfarrei Wirberg 2645 Personen.
Im Dreißigjährigen Krieg wurden große Teile der Klosteranlage zerstört und 1635 die alte Klosterkirche, die Maria und dem heiligen Martin geweiht war, stark beschädigt. 1658 folgte eine grundlegende Wiederherstellung, die ein neues Dach einschloss. Die Kirche wird in einem Bericht aus diesem Jahr als „sehr feines Gebew“ bezeichnet. Durch den Einsturz des Turmes im Jahr 1716 wurde das Kirchenschiff völlig zerstört. In den nächsten Jahrzehnten diente der angrenzende Kreuzgang mit seinen roten Säulenarkaden, der unbeschadet geblieben war und zugemauert wurde, als Notkirche. Um 1735 war das Gebäude derart baufällig, dass man dort „nicht im Trockenen stehen konnte“.
Anstelle der Klosterkirche baute die Gießener Universität 1753–1754 die heutige Kirche unter Verwendung von Steinen des Klostergebäudes. Sie wurde von der lutherischen Versammlung in Wien und der Stadt Lübeck mit „milden Beiträgen“ unterstützt. Der Fußboden wurde 1863 mit Sandsteinplatten belegt und im selben Jahr der Altar etwas nach vorne gerückt und in verkleinerter Form neu aufgeführt, vermutlich um Platz für die Orgelempore zu schaffen. Das Kirchengestühl erhielt 1886/1887 einen neuen Ölanstrich, die Decken und wurden geweißt und teils bemalt. 1939/1940 wurde der Turm vollständig neu geschiefert, das Kirchendach nur teilweise. 1964 bis 1966 folgte eine Verschieferung des Kirchendaches. Unter Einbeziehung der alten Wangen wurde das Gestühl erneuert. 1992/1993 folgte eine Dachsanierung und eine Innenrenovierung, bei der eine neue Heizung eingebaut wurde und der Innenraum neue Beleuchtungskörper und einen neuen Anstrich erhielt.
Zum Kirchspiel Wirberg im Dekanat Gießener Land in der Propstei Oberhessen der Evangelischen Kirche in Hessen und Nassau gehören seit 1973 die Orte Wirberg, Beltershain, Göbelnrod und Reinhardshain.

## Architektur

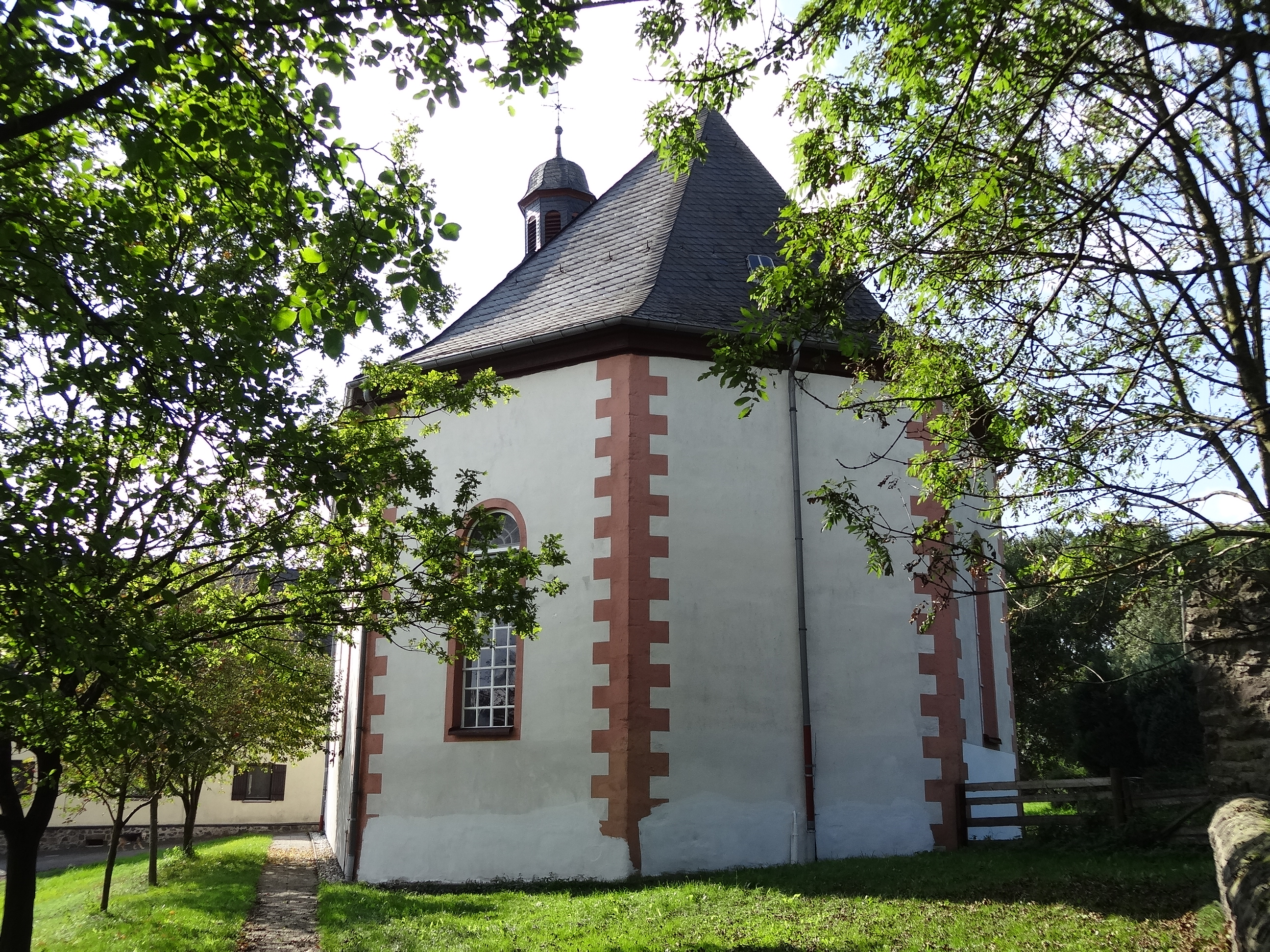
Ostabschluss, rechts Reste der alten Klostermauern

Die geostete Saalkirche steht weithin sichtbar auf dem höchsten Punkt des Wirbergs, 315 Meter über NN. Nördlich ist ein Friedhof angelegt. Im Nordosten sind die letzten Mauerreste der ursprünglichen Klosteranlage erhalten. Die Kirche steht nicht an derselben Stelle der alten Klosterkirche. 1963 wurden vor dem Westportal die Säulenreste des alten Kreuzgangs entdeckt.
Die weiß verputzte Kirche auf rechteckigem Grundriss hat einen dreiseitigen Chorabschluss und ein hohes verschiefertes Satteldach, das an jeder Seite mit drei Gauben besetzt ist. Ein rundbogiges Westportal aus wiederverwendetem Lungstein aus romanischer Zeit erschließt das Gebäude, hohe rundbogige Fenster an drei Seiten belichten es. An der Westseite flankieren zwei Rundfenster das Portal. Der zweigeschossige Dachreiter schließt bündig mit dem Westgiebel ab. Er entwickelt sich aus einem kubusförmigen Glockengeschoss. Ein geschweiftes Pultdach leitet zum kleinen oktogonalen Obergeschoss mit welscher Haube über, die von Knauf, schmiedeeisernem Kreuz und Wetterfahne mit der Inschrift „D. H. 1754“ bekrönt wird.

## Ausstattung

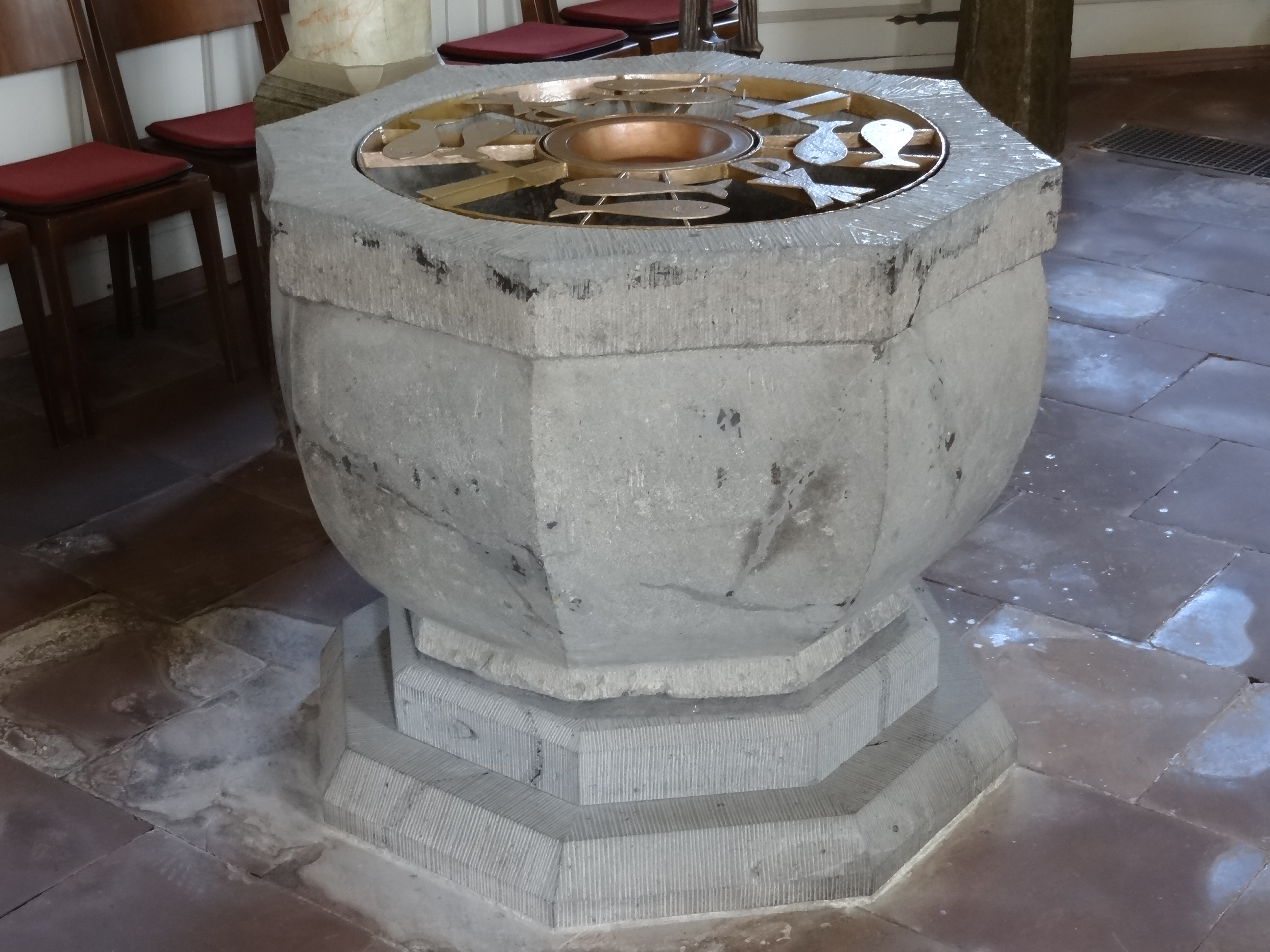
Altes Taufbecken

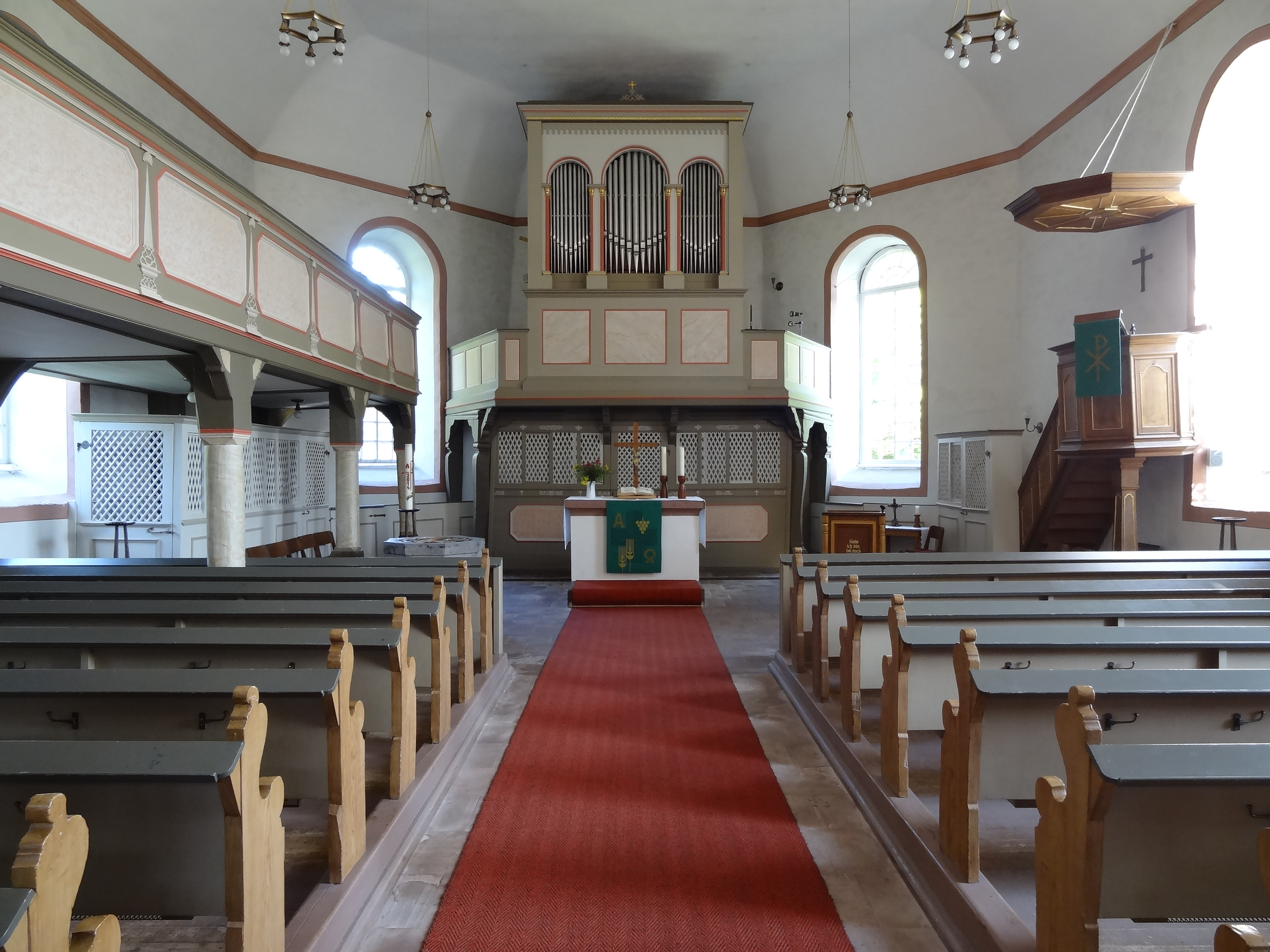
Innenraum Richtung Osten

Der Innenraum wird von einer Muldendecke mit Kehle abgeschlossen. Unter dem umlaufenden Holzgesims ist ein bunter Fries aufgemalt, der aus Kostengründen nur auf einem etwa einen Meter langen Abschnitt freigelegt wurde. An der West- und Nordseite ist eine Winkelempore eingebaut, die auf runden Holzsäulen mit hohen quadratischen Basen und langen quadratischen Kapitellen ruht. Die kleinen Bügen werden durch einfaches Schnitzwerk verziert. Die kassettierten Füllungen der Brüstung werden durch aufgelegte durchbrochene Laubsägeornamente mit Obelisken gegliedert. Die Orgel ist auf einer trapezförmig vorspringenden Ostempore von 1863 mit Stützen aus dem 18. Jahrhundert aufgestellt. Das Kirchengestühl von 1754 mit den alten, profilierten, geschwungenen Wangen lässt einen Mittelgang frei.
Das pokalförmige, achteckige Taufbecken aus Basaltlava (0,95 Meter Durchmesser, 0,67 Meter hoch) stammt wohl aus der alten Klosterkirche und wird ins 14. Jahrhundert datiert. Es stand lange im Pfarrgarten und vor der Kirche und wurde 1985 restauriert und im Altarbereich aufgestellt. Der Altar wird von einer Platte aus rotem Sandstein bedeckt, die an allen vier Ecken Weihekreuze aufweist.
Die achteckige hölzerne Kanzel an der emporenfreien Südseite wurde wahrscheinlich im späten 18. Jahrhundert geschaffen. Ihre Brüstung ist mit Nussbaum und anderen Hölzern belegt. Ein hölzerner Pfarrstuhl mit durchbrochenem Gitterwerk gewährt den Zugang zum Kanzelaufgang. Im Stil der Kanzel schuf Oliver Müller aus Göbelnrod 1993 ein Lesepult.

## Orgel

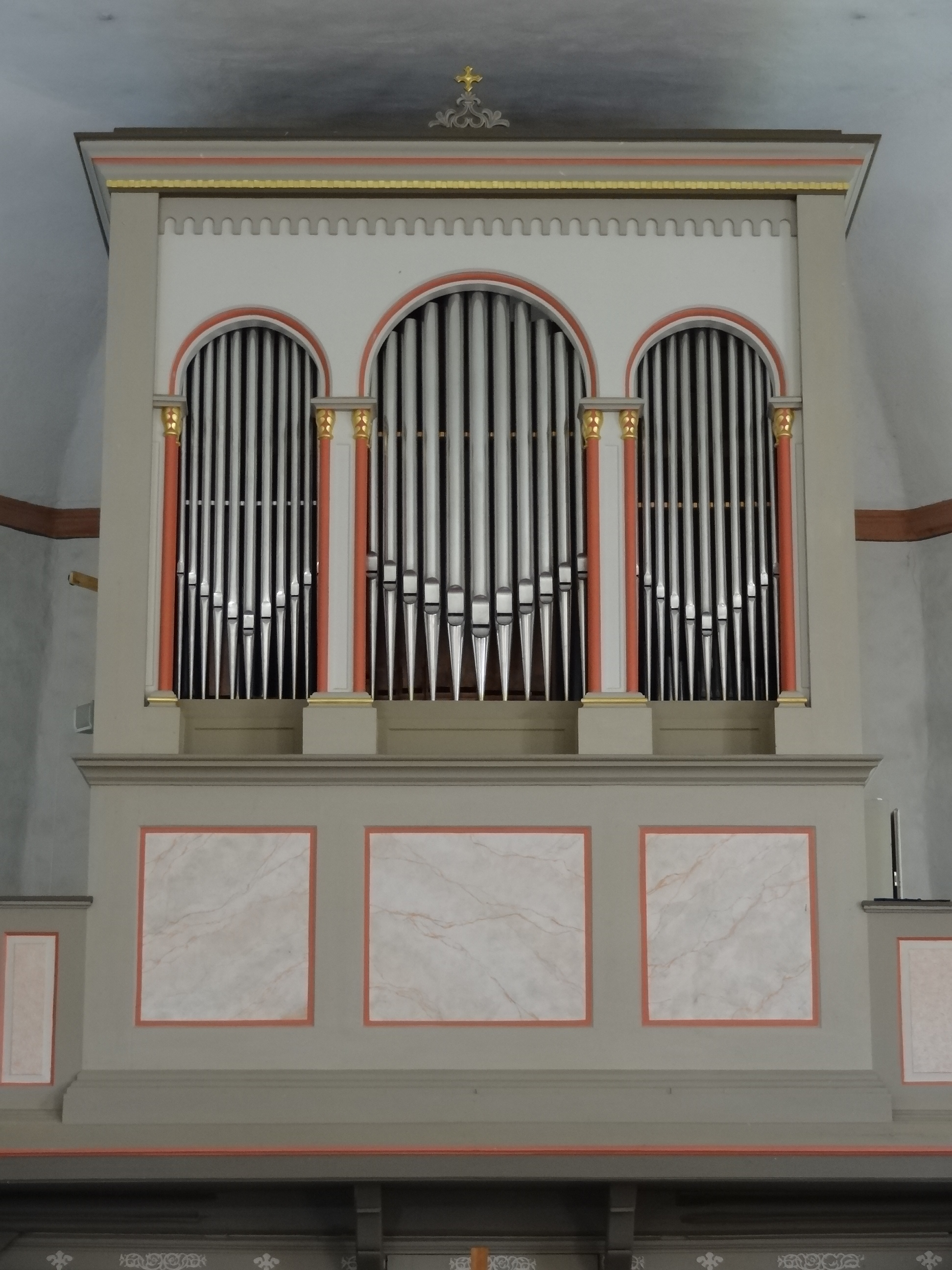
Innenraum Richtung Osten

Die neue Kirche blieb mehr als 20 Jahre ohne Orgel. Die Gemeinde bat die Gießener Universität im Jahr 1775 darum, ihr die Orgel der Gießener Burgkirche zu überlassen. Nach Errichtung der Orgelempore im Jahr 1778 wurde die erbetene Orgel, die 1654 ein unbekannter Orgelbauer mit fünf Registern gebaut hatte, aufgestellt. Karl Rudolf Bernhard aus Romrod schuf 1863 ein neues Instrument mit zwei Kastenbälgen und zehn Registern, die auf einem Manual und Pedal verteilt waren. Die Einweihung erfolgte am 1. Oktober 1864. 1879 führte Johann Georg Förster eine Reparatur durch. Für die 1917 abgelieferten zinnenen Prospektpfeifen wurden später als Ersatz Zinkpfeifen eingebaut. Im Zuge einer Renovierung durch Förster & Nicolaus Orgelbau im Jahr 1951 wurde die Disposition geändert. 1971 folgte der Einbau eines elektrischen Gebläses, 1993 eine weitere Änderung der Disposition und der Wiedereinbau von Zinnpfeifen in den Prospekt. Zum 150-jährigen Orgeljubiläum erhielt die Orgel 2014 einen neuen Motor. Der Prospekt wird durch Pilaster in drei rundbogige Pfeifenfelder gegliedert. Die Disposition lautet seit 1993 wie folgt:
| Manual C–f3 |        |
| Principal   | 8′     |
| Bourdon     | 8′     |
| Salicional  | 8′     |
| Oktave      | 4′     |
| Flöte       | 4′     |
| Quinte      | 2 ⁄3′  |
| Oktave      | 2′     |
| Terz        | 1 3⁄5′ |
| Mixtur III  |        |

| Pedal C–d1 |     |
| Subbaß     | 16′ |
| Violon     | 8′  |

- Koppeln: I/P

## Glocken
Der Dachreiter beherbergt ein bronzenes Vierergeläut. Die älteste Glocke weist eine Inschrift in gotischen Majuskeln auf. Wahrscheinlich wurde sie im 14. Jahrhundert für das Grünberger Barfüßerkloster (1272–1528) gegossen, das ebenso wie die Glocke dem heiligen Franziskus geweiht war. 1788 goss Friedrich Wilhelm Otto aus Gießen die große Glocke. Aufgrund ihrer historischen Bedeutung mussten die beiden Glocken in den beiden Weltkriegen nicht an die Rüstungsindustrie abgeliefert werden. Die Firma Rincker vervollständigte 1996 das Vierergeläut durch zwei kleine Bronzeglocken. Die Glocken erklingen im Westminster-Motiv.
| Nr. | Name               | Gussjahr | Gießer, Gussort                | Durchmesser (mm) | Schlagton | Inschrift | Bild |
| 1   | Vater-Unser-Glocke | 1788     | Friedrich Wilhelm Otto, Gießen | 800              | c2        | „Gegossen auf Kosten der Universität zu Gießen als die Professores iur. d. Jaup Rector / D. Koch Canzlar und D. Musaeus Syndicus / sodan L. Oswald Univ. Oeconomus / ferner Hoffmann Oeconomus zu Gruenberg / Bernbeck Pfarrer / und Greb Schuldiener zu Wirberg / Es loben sooft ich erschalle alle Voelker den Herren / den dreyeinigen Gott / welchem sey Ehre und Preis in Ewigkeit“ |      |
| 2   | Franziskus-Glocke  | 14. Jhd. |                                | 710              | f2        | „Dum resono, Francisce, deo fer vota meorum“ (Während ich erklinge, Franziskus, bring Gott die Gebete der Meinigen dar.) |      |
| 3   | Friedensglocke     | 1996     | Rincker, Sinn                  | 124              | g2        | „Christus ist unser Friede“ |      |
| 4   | Taufglocke         | 1996     | Rincker, Sinn                  | 102              | a2        | „Gott hat alle Kinder lieb“ |      |

## Evangelische Pfarrer
Seit der Reformationszeit sind folgende Pfarrer nachgewiesen:
- 1527– etwa 1531: Johannes Wagner
- 153500000 : Emmericus
- etwa 1550–1569: Sebastian Heckersdorf, genannt Lauter
- 1569–1574: Konrad Corvinus
- 1574–1589: Johannes Armbroster
- 1589–1619: Heinrich Ruppersberg
- 1619–1635: Johannes Wetzelius
- 163500000: Johannes Staudinger
- 1635– etwa 1677: Johannes Braun
- 1651–1712: Kaspar Reitz, zuerst Adjunkt, dann Pfarrer
- 1712–1715: Johann Philipp Eckhard
- 1715–1727: Johannes Heß
- 1727–1742: Martin Balthasar Fischer
- 1742–1771: Johannes Jeremias Nebel
- 1772–1784: Jakob Heinrich Wilhelm Stipp
- 1784–1816: Johann Daniel Bernbeck
- 1816–1832: Ernst Friedrich Steinberger
- 1835–1850: Johann Wilhelm Röhrig
- 1850–1855: Friedrich August Herzberger
- 1856–1875: Hermann Hüffell
- 1877–1887: Georg Sehrt
- 1891–1896: Peter Ahlheim
- 1897–1905: Gustav Biedenkopf
- 1906–1910: Ernst Siebeck
- 1911–1921: Heinrich Blank
- 1921–1933: Otto Wilhelm Döll
- 1933–1946: Friedrich Wilhelm Christian Volz
- 1946–1952: Heinrich Wilhelm Schäfer
- 1952–1954: Ruprecht Erich Helmut Albrecht Spangenberg
- 1954–1960: Theo Gustav Weygandt
- 1960–1971: Walter Müller
- 1971–1983: Karl-Heinz Westenberger
- 1986–2022: Rolf Schmidt
- 2022–2023: Christin Neugeborn